# Béla Bartók
Béla Viktor János Bartók (Em húngaro: Bartók Béla, pronunciado AFI: [ˈbɒrtoːk ˈbeːlɒ]; Nagyszentmiklós, 25 de março de 1881 – Nova Iorque, 26 de setembro de 1945), foi um compositor húngaro, pianista, professor e investigador de música popular.
É considerado, junto a Franz Liszt, um dos maiores compositores da Hungria. Acompanhado de Zoltán Kodály realizou expedições de coleta de folclore, tendo registrado e catalogado milhares de canções e peças instrumentais da Europa Central e Oriental, da Turquia e da Argélia. Como pianista foi um virtuoso de renome internacional e um pedagogo influente, principalmente pela obra didática para piano Mikrokosmos. Foi uma figura central na música erudita do século XX e um dos fundadores da musicologia comparativa, área de estudos que deu origem mais tarde à etnomusicologia.

## Biografia
Béla Bartók nasceu em 25 de março de 1881 na cidade de Nagyszentmiklós, à época parte do Reino da Hungria, atualmente Romênia. Seu pai, Béla, era diretor da escola de agricultura da localidade e músico amador. Sua mãe, Paula Voit, era pianista e com ela Bartók teve suas primeiras aulas de piano a partir dos seis anos de idade. Com a morte de Bartók pai em 1889, Paula começou a trabalhar como professora para manter a família, passando por dificuldades financeiras e mudanças constantes.

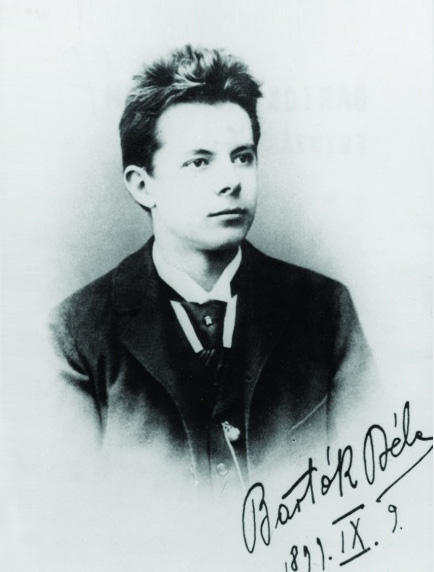
Foto de graduação no ginásio, 1899

Béla compôs suas primeiras peças para piano já aos nove anos de idade, e realizou sua primeira apresentação pública em 1891 na cidade de Nagyszőlős (atual Vynohradiv). Em 1893 mudou-se para Pozsony (Bratislava), cidade maior e com vida musical mais ativa que as em que havia vivido até então. Começou a ter aulas de piano e composição com László Érkel (filho do compositor Ferenc Erkel) e teve oportunidade de escutar com mais regularidade óperas e repertório sinfônico. Bartók viveu em Pozsony até o término do ginásio, período ao longo do qual adquiriu um relativamente amplo conhecimento do repertório da prática comum. Sua prática composicional foi particularmente influenciada por Brahms e Dohnányi nesta época.
Bartók continuou seus estudos de música na Academia de Música de Budapeste, onde estudou piano com István Thoman e composição com Hans Koessler. Dedicou-se inicialmente a estudar a música de Wagner e Liszt, o que o afastou da influência Brahmsiana anterior mas não lhe serviu como base para desenvolver seu estilo próprio. Depois de dois anos sem produzir nenhuma obra, Bartók assistiu a primeira performance do poema sinfônico Assim Falou Zaratustra em Budapeste, música que o marcou profundamente e parecia indicar o caminho a seguir composicionalmente. Em paralelo, havia um florescente movimento nacionalista húngaro, que ganhava mais e mais influência na política, na arte e na música. Em 1903 Bartók concluiu seus estudos na Academia e, debaixo da influência de Strauss e de ideias nacionalistas, compôs sua primeira obra de larga escala, o poema sinfônico Kossuth, estreado em 1904.
O contato de Bartók com ideias nacionalistas o levou a tomar por primeira vez interesse pela música étnica húngara. Ao longo do século XIX até o começo do século XX o que se entendia por folclore húngaro era principalmente música cigana, tocada por grupos de músicos profissionais que viajavam de cidade em cidade. Peças de destaque do repertório romântico como as Rapsódias Húngaras de Franz Liszt ou as Danças Húngaras de Brahms são baseadas principalmente nesta música cigana. Em 1904, quando estava em férias no campo, Bartók escutou Lidi Dósa, uma camponesa da Transilvânia, cantar melodias folclóricas profundamente diferentes da música cigana que tomava até então por folclore húngaro. O contato com este canto camponês, que a partir de então passou a ver como expressão da genuína música húngara, levou Bartók a começar seus planos de coleta e estudo de folclore musical. Além disso, também lhe deu um novo direcionamento estético. Em uma carta deste período à sua irmã, o compositor afirmou: "Tenho agora um novo plano: irei coletar as mais belas canções folclóricas húngaras e as elevarei ao nível de canções artísticas por orná-las com o melhor acompanhamento pianístico possível."

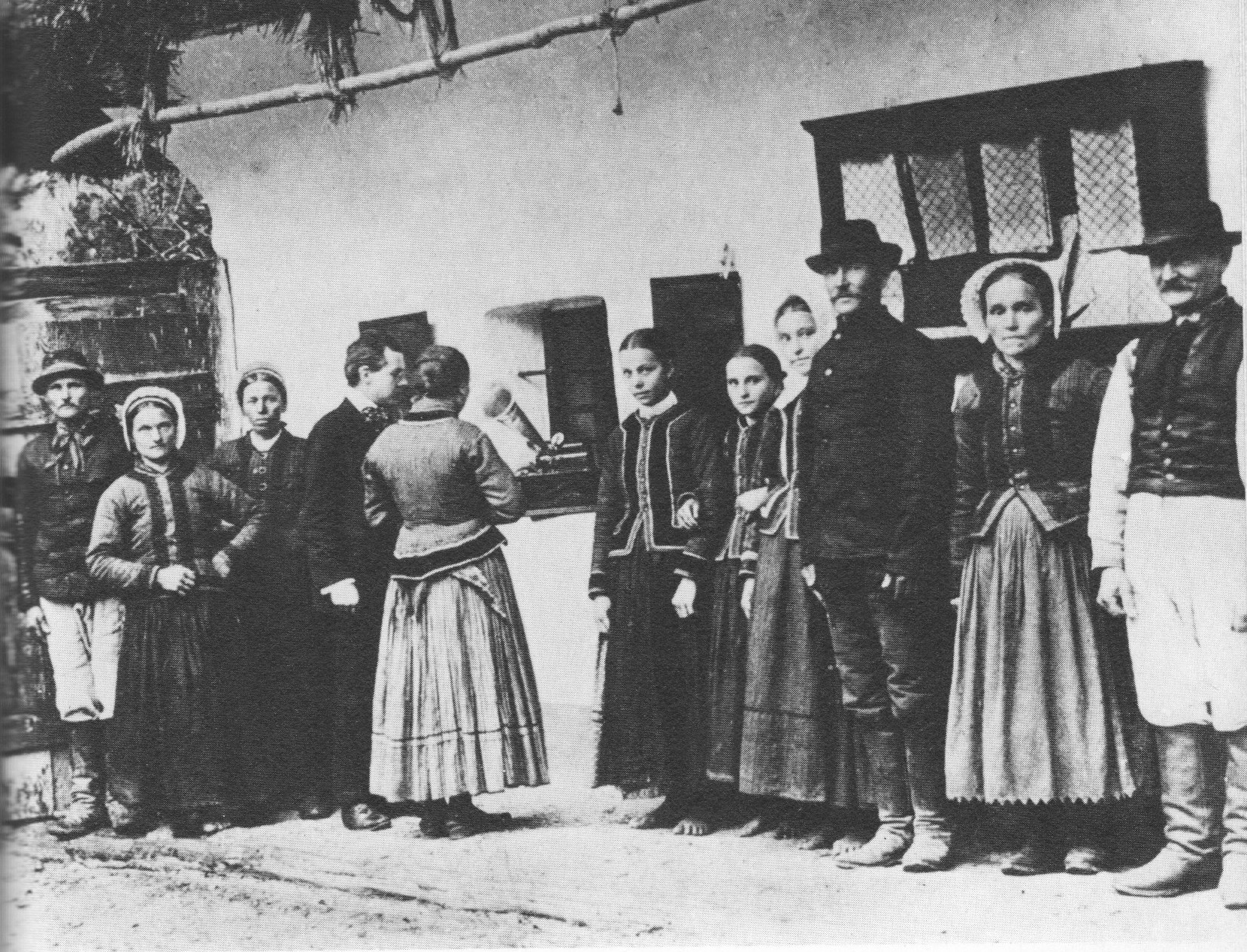
Bartók utilizando um gramofone para gravar canções de camponeses eslovacos, 1908

Em 1905 empreendeu sua primeira viagem de estudos folclóricos, auxiliado pelo também compositor e amigo pessoal Zoltán Kodály. No começo destes estudos Bartók tomava foco somente no aspecto musical do material recolhido (ou seja, sua possibilidade de uso como material para composição) e restringiu a coleta a territórios de fala húngara. Mais tarde se deu conta do potencial científico do trabalho que estava realizando e o estendeu também a territórios com populações eslovacas e romenas.
Este material folclórico se caracterizava por ser musicalmente baseado em antigos modos eclesiásticos, gregos e pentatônicos. Bartók afirmava que conhecer este repertório foi essencial no desenvolvimento de sua estética por "liberá-lo do jugo tirânico das tonalidades maiores e menores" e "levá-lo a uma nova concepção da escala cromática, em que todos os tons poderiam ser considerados de igual valor e utilizados de forma livre e independente." Esta visão aproxima a estética de Bartók do conceito de Emancipação da Dissonância, paralelamente explorado por Arnold Schoenberg.
Em 1907 foi oferecido a Bartók um cargo na cátedra de piano da Academia de Budapeste, o que lhe deu maior independência financeira e permitiu investir mais em seus trabalhos de investigação. No mesmo ano teve um primeiro contato com a música de Debussy, que o surpreendeu pelo uso de material pentatônico similar ao presente no folclore por ele estudado. Também encontrou elementos similares na música de outros compositores contemporâneos seus, como Stravinsky. Isto reforçou para Bartók a ideia de que o futuro da composição estaria em "rejuvenescer" a música através da incorporação de folclore, especialmente rural. Este serviria como uma espécie de "lufada de ar fresco" na vida musical europeia por conter formas mais genuínas, diretas e primitivas de expressão, preservadas pelo isolamento das regiões em que foi coletado.
Esta nova estética do compositor, cujo ponto de virada pode ser marcado como a Suíte n. 2 op. 4, representou uma ruptura com formas mais tradicionais da música europeia e foi recebida em Budapeste com reações adversas. Bartók associou em parte a animosidade direcionada a sua obra a uma falta de entendimento do público, causada em parte por uma falta de entendimento dos próprios músicos executantes. Em 1911, com o acirramento do debate acerca das novas tendências estéticas, tentou sem sucesso fundar junto com Kodály uma Sociedade de Nova Música Húngara, que teria por objetivo principal a formação de uma orquestra estável especializada em repertório novo.
No mesmo período, Bartók apaixonou-se pela violinista virtuosa Stefi Geyer, com quem trocou várias cartas. Escreveu e dedicou a ela um Concerto para Violino, marcado pelo uso de um leitmotiv que a representava. O amor, no entanto, não era correspondido, decepção que afetou Béla a tal ponto que o levou a retirar o Concerto de sua lista de composições e reutilizar o leitmotiv de Stefi de forma sarcástica e caricatural nas duas últimas das 14 Bagatellas para piano (Sz.38, BB 50). Titulou estas bagatelas como "Elle est morte" (Ela é a morte) e "Ma mie qui danse" (Minha querida a dançar).
O fracasso no estabelecimento da Sociedade de Nova Música e a vida pessoal conturbada levaram Bartók a retirar-se da vida pública em 1912 e dedicar-se quase totalmente aos estudos folclóricos. À época seus estudos já estavam sendo estruturados de forma mais científica, buscando principalmente uma análise melódica do material coletado que permitisse a comparação entre distintas peças (método baseado no trabalho anterior de Ilmari Krohn na Finlândia). A partir desta comparação seria possível criar uma espécie de genealogia ou linha evolutiva do folclore, partindo de formas simples antigas para formas complexas mais recentes. Esta visão genealógica levou Bartók a postular uma origem comum para as distintas músicas étnicas (hipótese em alguma medida análoga à origem comum das línguas indo-europeias na linguística). Tais formulações teóricas exigiam uma quantidade muito ampla e variada de material coletado, o que levou Bartók a planejar várias expedições a países distantes. A única que pôde realizar foi uma viagem a Biskra, Argélia, em 1913 para estudar música árabe. A eclosão da Grande Guerra em 1914 impediu a realização de novas expedições e dificultou o acesso aos já escassos recursos para pesquisa musicológica na Hungria. Bartók seguiu realizando pequenas viagens de coleta de folclore dentro da Hungria até 1918.
Béla Bartók é considerado um dos maiores compositores do século XX. Foi um dos fundadores da etnomusicologia e do estudo da antropologia e etnografia da música. Juntamente com seu amigo, o compositor Zoltán Kodály, percorreu cidades do interior da Hungria e da Romênia, onde recolheu e anotou um grande número de canções de origem popular.
Durante a Segunda Guerra Mundial, decidiu abandonar a Hungria e emigrou para os Estados Unidos. Morando em Nova Iorque, Bartók decepcionou-se com a vida norte-americana. Havia pouco interesse pela sua obra, e suas apresentações, onde sua segunda esposa Ditta Pásztory também participava, deram pouco retorno financeiro. Ajudado financeiramente por amigos, prosseguiu em sua carreira de compositor, sendo o sexto quarteto uma de suas últimas composições. Em 1944 sua saúde declina, tanto que Bartók passa a viver no hospital, sob cuidados médicos. Apesar da situação, compõe ainda o 3° Concerto para Piano e um Concerto para Viola, que fica incompleto, ao morrer aos 64 anos, de leucemia.

## Obras
- Três concertos para piano (n° 1 - 1926, n° 2 - 1931, n° 3 - 1945)
- Dois concertos para violino (n° 1 - 1908, n° 2 - 1938)
- Concerto para orquestra (1943)
- Música para Cordas, Percussão e Celesta (1936)
- Seis quartetos de cordas (n° 1 - 1909, n° 2 - 1917, n° 3 - 1927, n° 4 - 1928, n° 5 - 1934, n° 6 - 1939)
- Sonata para dois Pianos e Percussão (1937)
- The Miraculous Mandarin, Op.19, Sz.72 (BB 82) (1926)
- O Castelo de Barba-Azul (ópera, 1911)
- Sonata para Violino Solo

Além de inúmeras obras para piano solo, incluindo os seis volumes didáticos do Mikrokosmos (1926-1939)